# Zillah
Zillah ist eine Stadt im Yakima County im US-Bundesstaat Washington. Das U.S. Census Bureau hat bei der Volkszählung 2020 eine Einwohnerzahl von 3179 ermittelt. 

## Geschichte
Zillah wurde 1891 nach der Fertigstellung des Sunnyside-Kanalprojekts gegründet, einem Bewässerungsprojekt, das Wasser aus dem Yakima River in das trockene untere Yakima Valley lieferte. Walter Granger, Superintendent der Kanalgesellschaft, wählte 1892 den Standort der Stadt aus. Die Stadt wurde nach Zillah Oakes benannt, der Tochter von Thomas Fletcher Oakes, der als Präsident der Northern Pacific Railway den Bau des Kanals unterstützt hatte. Die Stadt wurde nach Zillah Oakes benannt, weil sie auf dem Weg in die neue Stadt schrie und weinte, während ihr Vater ihr auf der Fahrt versprach, die Stadt nach ihr zu benennen, wenn sie aufhören würde. Granger brachte den Hauptsitz der Washington Irrigation Company in Zillah unter, was der Stadt eine Zeit lang wirtschaftliche Vorteile verschaffte. Er ließ sich auch in Zillah nieder und wurde nach seinem Ausscheiden aus der Bewässerungsgesellschaft Bürgermeister der Stadt. Zillah wurde am 5. Januar 1911 offiziell als Gemeinde gegründet.

## Demografie
Nach der Schätzung von 2019 leben in Zillah 3140 Menschen. Die Bevölkerung teilte sich im selben Jahr auf in 56,1 % Weiße, 4,9 % amerikanische Ureinwohner und 2,8 % mit zwei oder mehr Ethnizitäten. Hispanics oder Latinos aller Ethnien machten 34,2 % der Bevölkerung von Zillah aus. Das mittlere Haushaltseinkommen lag bei 69.334 US-Dollar und die Armutsquote bei 16,0 %.

## Verkehr
Zillah liegt an der Interstate 82 etwa 15 Meilen (24 km) südöstlich von Yakima. 